# Gnophos creperaria
Gnophos creperaria là một loài bướm đêm trong họ Geometridae.